# Mike Dorgan
Mike Dorgan es un deportista estadounidense que compitió en vela en la clase Star. Ganó una medalla de bronce en el Campeonato Mundial de Star de 2001.

## Palmarés internacional
| \| Campeonato Mundial \| Campeonato Mundial \| Campeonato Mundial \| Campeonato Mundial \| \| Año \| Lugar \| Medalla \| Clase \| \| ------------------ \| ------------------------ \| ------------------ \| ------------------ \| \| 2001 \| Medemblik (Países Bajos) \| Medalla de bronce \| Star \| |                          |                   |       |
| Campeonato Mundial |                          |                   |       |
| Año | Lugar                    | Medalla           | Clase |
| 2001 | Medemblik (Países Bajos) | Medalla de bronce | Star  |